# Liste der Einträge im National Register of Historic Places im Graves County

Lage des Graves County in Kentucky

Die Liste der Einträge im National Register of Historic Places im Graves County in Kentucky führt die Bauwerke und historischen Stätten im Graves County auf, die in das National Register of Historic Places aufgenommen wurden.
| [ 2 ] | Name                                     | Bild                                     | Eintragsdatum        | Lage | Ort          | Beschreibung                                                     |
| ----- | ---------------------------------------- | ---------------------------------------- | -------------------- | --- | ------------ | ---------------------------------------------------------------- |
| 1     | Camp Beauregard Memorial in Water Valley | Camp Beauregard Memorial in Water Valley | 1997 ID-Nr. 97000698 | Camp Beauregard Cemetery, Rund 800 m südlich der Kreuzung Roy Lawrence Road und Cuba Road 36° 34′ 22″ N, 88° 47′ 36″ W | Water Valley |                                                                  |
| 2     | Confederate Memorial Gates in Mayfield   | Confederate Memorial Gates in Mayfield   | 1997 ID-Nr. 97000696 | Maplewood Cemetery, ein Block südlich der Kreuzung der KY 80 mit der KY 121 36° 45′ 2″ N, 88° 38′ 8″ W | Mayfield     |                                                                  |
| 3     | Confederate Memorial in Mayfield         | Confederate Memorial in Mayfield         | 1997 ID-Nr. 97000697 | Zwei Blocks nördlich der Kreuzung von 5th Street und der Lee Street 36° 44′ 33″ N, 88° 38′ 7″ W | Mayfield     |                                                                  |
| 4     | Pete Lyles House                         | Pete Lyles House                         | 2006 ID-Nr. 06001202 | 302 KY 348, East 36° 55′ 7″ N, 88° 30′ 54″ W | Symsonia     |                                                                  |
| 5     | Mayfield Downtown Commercial District    | Mayfield Downtown Commercial District    | 1984 ID-Nr. 84001477 | Abgegrenzt durch North Street, Water Street, 5th Street und 9th Street; ebenfalls abgegrenzt durch North 9th Street, West und East North Street, North und South 5th Street, East Water Street, South 8th Street und N. 8th Street 36° 44′ 28″ N, 88° 38′ 9″ W | Mayfield     | Der zweite Teil des Gebietes kam infolge einer Erweiterung hinzu |
| 6     | Mayfield Electric and Water Systems      | Mayfield Electric and Water Systems      | 2011 ID-Nr. 11000536 | 301 East Broadway 36° 44′ 30″ N, 88° 38′ 0″ W | Mayfield     |                                                                  |
| 7     | Meacham Manor                            |                                          | 1974 ID-Nr. 74000877 | Rund elf Kilometer östlich von Fulton abseits der KY 116 36° 30′ 20″ N, 88° 43′ 33″ W | Fulton       |                                                                  |
| 8     | U.S. Post Office                         | U.S. Post Office                         | 1982 ID-Nr. 82001566 | 9th Street Ecke Broadway 36° 44′ 29″ N, 88° 38′ 18″ W | Mayfield     |                                                                  |
| 9     | Wooldridge Monuments                     | Wooldridge Monuments                     | 1980 ID-Nr. 80001533 | Maplewood Cemetery 36° 44′ 59″ N, 88° 38′ 9″ W | Mayfield     |                                                                  |
| 10    | Youngblood Site (15GV26)                 |                                          | 1986 ID-Nr. 86000694 | Adresse nicht veröffentlicht | Hicksville   |                                                                  |